# 根岸寛一
根岸 寛一（ねぎし かんいち、明治27年（1894年）11月1日 - 昭和37年（1962年）4月28日）は、戦前日本の映画プロデューサー。昭和10年（1935年）から日本映画の黄金時代である日活多摩川撮影所時代をマキノ満男らとつくりあげる。その後、満州映画協会理事を経て敗戦後はニュース映画を製作する日本映画社（日映）の社長として原爆記録映画を製作。日映を辞したのちは東急資本による東横映画、さらに東京映画配給（のちの東映）の「第四系統」（東宝、松竹、大映の後発組の邦画配給系統の意）に参画するが、公職追放により辞任。追放解除の頃には肺結核が悪化、斯界から引退した。
戦前から戦後まで古野伊之助、甘粕正彦、五島慶太という大物の影響力を利用しながら、迫害された映画人を徹底して庇護した根岸に対して、現在まで「左翼」との評価が根強く残っている。

## 来歴

### 出生から新聞記者へ
1894年（明治27年）11月1日、茨城県筑波郡小田村（現在のつくば市小田）の文房具店の店主立花寛治郎、妻たみの長男、立花寛一として生まれる。地元の尋常小学校を卒業後、1909年（明治42年）に同郷の東京日日新聞の記者、相島勘次郎を頼り上京。米国連合通信東京支局（のちのAP通信）の給仕の傍ら神田の英学校に学ぶ。この給仕時代の同僚に終生の友となる古野伊之助がいる。
寛一の父である寛治郎は旧姓を小泉といい立花家に婿入りしたが、弟の小泉丑治も浅草の劇場主である根岸浜吉の娘婿であった。この叔父の援助もあり早稲田大学の専門部政経学科に入学。1915年（大正4年）7月に大学を卒業後、読売新聞社の社会部記者となる。同僚の市川正一（1892年 - 1945年）、青野季吉と交流を重ねる。根岸はその後獄死した市川を、終生敬慕したという。

### 根岸興行部から連合映画芸術家協会へ
1918年（大正7年）、叔父の小泉のすすめで新聞社を辞め、同郷の根岸浜吉率いる根岸興行部へ入社する。同社は1887年（明治20年）浅草公園六区に最初の劇場である「常盤座」を建てた大興行会社であり、ほかに「金龍館」も経営していた。劇場で下足番をしていた頃に大学の同窓である鈴木茂三郎が前を通ったため、「お前も手伝え」「そうだな」と二人で客の履物を揃えている。
1921年（大正10年）に叔父の娘である根岸家次女のすみと結婚して根岸姓となる。興行の世界を知り各界の人物との交流をもつ。関東大震災（1923年）の災禍により打撃をうけた根岸興行部は、松竹系列の傘下に入り、根岸は一時鎌倉へひきこもるがのちに復帰。
1925年（大正14年）1月15日、根岸興行部で、マキノ省三に新国劇の澤田正二郎を斡旋。マキノは沢田主演で『国定忠治』を製作、一カ月のロングランという日本映画空前のヒットを飛ばす。
このヒットをきっかけに、同年3月、作家の直木三十五に誘われて奈良の映画製作集団「連合映画芸術家協会」設立へ参加。経営を担当するが2年で失敗、再び浅草へ戻り芝居興行に携わるも結局は振るわず、借金を抱える。1929年（昭和4年）千葉県の市川市に家族と引っ越すが差押えと転居を5回も繰り返し、市川時代はメダカ獲りをして暮らしていたとされる。惨状を見かねた連合通信東京支局時代からの友人、古野伊之助は自分が役員をつとめる「新聞連合」（後の同盟通信社）の演芸部を新設、根岸を招く。

### 日活多摩川撮影所長
1934年（昭和9年）、日活の社長松方乙彦は、その親戚で「新聞連合」社長の岩永裕吉に推薦され、根岸の存在を知る。
日活（日本活動写真株式会社）は1934年に社長が横田永之助、中谷貞頼、松方乙彦と３人も変わった。積年の不健全経営から財政状態は火の車で、さらに社内の幹部同士の内紛は広く醜聞として聞こえていた。友人の森田久（時事新報の記者）に会いに行った根岸は「（大丈夫かという森田の問いかけに）大丈夫じゃねえから俺が行くんだ」と言った。また鈴木茂三郎は財界人物評論のなかで、親の興行社を潰して通信社でくすぶっていた根岸は若い苦労人だと書いている。
翌年の1935年（昭和10年）10月、日活に入社した根岸は、日本映画（京都の東活映画社の残党が設立、まもなく倒産）から買収したばかりの「日活多摩川撮影所」（のちの角川大映撮影所）の所長に就任。
ここから日活を辞するまで、「多摩川の父」と呼ばれ所員から親しまれた根岸のもとで、内田吐夢監督の『人生劇場・青春編』や『土』など、日本映画の傑作や力作が怒涛の如く生み出される。カネは無いから酒は出せないが、お茶でも飲みながら好きな話をしようと、部署や役職を抜きにした茶話会で皆と意見を交換したブレインストーミングを度々開いた。しかし経営基盤の弱い日活内部では紛争が次第に拡大。
1938年（昭和13年）3月23日、「松竹の走狗となって日活乗っ取りを図った」との理由で取締役を罷免される。根岸を慕う撮影所従業員は一致団結してストライキの気勢を示すが、前年就任した森田佐吉社長は多摩川撮影所に刺青者のヤクザを動員して乗り込み、所員を集めて「根岸寛一という男はもと左翼、無政府主義者崩れで、抗日支那人の同類である」と演説。
同年5月3日、横田永之助、大谷竹次郎両巨頭の会談によって紛争は一段落の構えを見せ、根岸の罷免は撤回される（そもそも根岸は当時、日活の官選役員だったため法律的には取締役会の決議でも罷免は出来ない）。撮影所の実権を握りたい反対派から「根岸は浅草時代の借金返済のために会社の金を着服している」とする中傷まで浴びたが、毎月給料の中から少しずつ払っているのが実情だった。このような環境は根岸にもやりきれないものだった。
6月に突如辞表を提出。撮影所のスタッフから慰留されるが、満州にいた森田久より来ないかとの誘いがあった。古野伊之助の推薦で森田は満州国と満鉄が作った国策機関で、新聞・通信を統制した満州弘報協会の理事長に就任、また満州国通信社の社長となっていた。根岸はマキノ光雄、江守清樹郎らとともに満州映画協会へ去る。根岸の去った後、日活内部では松竹と東宝の株式買収合戦が繰り広げられ、訴訟合戦、仮処分申請の応酬と泥仕合に発展。

### 満映の理事に
1938年（昭和13年）6月20日、日活を退職した直後の根岸は満州映画協会に理事として招かれ新京へ移住。その翌年の1939年（昭和14年）に関東大震災直後に大杉栄らを殺害した甘粕事件の張本人である甘粕正彦が満映の理事長に就任。元軍人の謀略家・甘粕と元作家志望のヒューマニスト・根岸の組み合わせは1945年（昭和20年）6月まで続く。
1940年に肺結核に犯されて根治の見込みがない事を知らされたのちも、根岸は運命を甘受して入退院を繰り返す。甘粕も根岸に対して真情のこもった書簡を送るなどしている。健康を心配した古野伊之助は、自分が社長をつとめる「社団法人日本映画社」（日映）の専務理事として根岸を招き、1945年6月に根岸は日本に戻る。この時、根岸の借金を察していた甘粕は満映の退職金規定に過分の上乗せをさせて厚情に報いている。

### 敗戦・日本映画社の経営
ニュース映画製作のための国策会社である日本映画社は、1945年8月の敗戦で運営の転換を迫られる。12月、日映は社団法人から株式会社組織へ再編。根岸は社長に就任するが人員整理問題で社内の混乱が生じる。その中でも演出家達は広島の原爆記録映画の製作を熱望。9月よりスタートした記録映画は翌年の4月に完成。数奇な運命をたどる映画『Effects of the Atomic Bombs』は現在、原版は日本の文部科学省が保管しているとされる。
財政的に苦しい日映は東宝との業務提携を選択し締結する。根岸は経営上の混乱の責任をとり1946年（昭和21年）9月に辞任。業務の引き継ぎに現れたのが
渾大防五郎てあった。

### 東横映画へ
再び浪人となった根岸は、旧知の黒川渉三に誘われて東急の五島慶太と接近。娯楽産業で人を呼び込み、ディベロッパーとしての土地に付加価値をつけるといった小林一三の戦略を学んでいた五島は、同時に労働集約型の映画産業が戦後に揺れると踏んでおり業界に広い人脈と信望を持つ根岸は役に立つと考えていた。
また根岸は敗戦前に帰ってきたもうひとつの目的「引揚者の受け皿作り」において五島という事業家は利用できると目算を立てていた。互いの利害が一致したこともあり根岸は日活多摩川時代からの相棒であるマキノ満男とともに、東横映画（太泉映画、東京映画配給と合併し東映となる）の製作部門に腰を据える。
当時の東横は東宝、松竹、大映と製作陣容も配給網も大きく離されていたが、根岸・マキノコンビは満映から引き上げてきた人間たちを東横に入社させて足場を固める。これがのちに太泉映画と合併して形成される東映の重要な基礎固めになった。
1947年（昭和22年）に満映の理事にいた事で公職追放をされて一線を退く。のち追放は解除されたが健康状態が悪く、そのまま自由が丘の自宅に隠棲した。1962年（昭和37年）4月、富士通川崎病院に入院。4月28日に死去。69歳没。

## 人物・エピソード
叔父・小泉丑治の次女と結婚し、寛子（ひろこ）と晶子（あきこ）の娘2人がいる。日活の社長だった村上覚は女婿。小泉丑治の息子・吉之助は母方の根岸家の養子になったが、吉之助の孫（寛一にとっては義理の甥の長男）が、薬師丸ひろ子主演の映画『探偵物語』や中島みゆきの『夜会』の映像演出で知られる映画監督の根岸吉太郎である。
日本プロレタリア映画同盟（プロキノ）の指導者岩崎昶（映画評論家・映画プロデューサー）は太平洋戦争後に従業員から日本映画社の社長に推された根岸を助けている。国策に協力した自分への期待は根岸にも不思議に思え岩崎に向かって「自分はリベラルな人間と思われているのだろうか」と聞いた根岸に岩崎は「リベラルというのは言い換えれば右でもいい、左でもいいというものです。貴方は思想を信じない、自分の観念すら信じない。Freidenker（独：自由思想家）というべき存在ですよ」と返事をした。ドイツ文学を学んだ岩崎の第一次世界大戦後のドイツと第二次世界大戦後の日本という二つの敗戦国を引き比べた言葉を聞いた根岸は「そうか、そうありたいね」と答えたとされる。
ジャーナリストから日活の撮影所所長になった根岸は、明治書生をそのままのザックバランで、小柄な坊主頭に人気があって、「ジャガ芋」と所員から呼ばれて親しまれた。稲垣浩によると、あるとき俳優が「月給を上げてくれるか金を貸してもらえぬと、一家心中しなければならぬ」と脅しのような要求に出た。根岸はしばらく考え、「君もつらいだろうがおれもつらいのだ。月給を上げることもできないし、金を貸すわけにもいかぬが、一家心中を見殺しにはできン」と、机の引き出しから自分の月給袋をとりだし、「この中から好きなだけ持っていけ」と差し出した。先口の連中に十円、二十円と与えたため、袋の中にはもう三、四十円しか残っておらず、さすがにこの俳優は気の毒に思って引き下がったという。
内田吐夢や田坂具隆を大監督に仕上げたのは根岸であり、二人は根岸所長時代に数々の名作を作った。昭和14年の『土』は、会社が反対して製作費を出そうとしなかったので、「ジャガ芋所長」は他の作品の製作費を少しずつ削って製作を続け完成させた。『土』はベストテンの一位となって日活の名誉を飾り、所員はあげて名所長として賛辞をおくった。
昭和13年1月22日に嵐寛寿郎が日活京都と契約する。アラカンにしてみれば当時日活京都は「マキノ同窓会」のような陣容で心の動くものであり、この入社の裏には日活の最大株主の大谷竹次郎を説き落とした根岸の策略があった。これが同年、満映に根岸が移る原因の一つとなったとも言われている。

## 関連書
- 『根岸寛一』岩崎昶、大空社, 1969

## 関連事項
- 根岸興行部
- 連合映画芸術家協会
- マキノ満男
- 甘粕正彦
- 小泉吾郎
- 日本映画社
- 東横映画、東京映画配給、太泉映画 - 東映